# Ark Pandora
Ark Pandora è un videogioco di avventura dinamica pubblicato nel 1986 per Commodore 64 dalla Rino Marketing, un'etichetta appartenente all'editrice britannica Alligata. Il personaggio del giocatore si aggira su un'isola, popolata da persone e animali ostili e da alcuni personaggi amichevoli, dove sono presenti anche elementi magici.

## Trama
Si interpreta un pirata che è stato confinato a vita su un'isola sperduta. Gli abitanti dell'isola sono oppressi dal culto malefico del gran sacerdote e sarebbero disposti a lasciar fuggire il pirata dall'isola se lui li liberasse dalla tirannia. Deve perciò trovare il modo di uccidere il gran sacerdote e recuperare una sacra pergamena per sconfiggere il culto e ottenere infine una barca per la fuga. Il gran sacerdote ha molte guardie al suo servizio e anche uno stregone, mentre tra gli abitanti che aiuteranno il pirata si incontrano una strega e dei condannati da liberare.
Al titolo Ark Pandora non viene dato un esplicito significato nella trama. Sulla rivista Zzap! 1 il pirata viene chiamato Fred, ma nel gioco e nel manuale non ha un nome.

## Modalità di gioco
L'ambiente di gioco è composto da oltre 90 schermate fisse bidimensionali, collegate nelle quattro direzioni cardinali a formare un labirinto. Il pirata deve esplorare l'isola e  trovare vari oggetti che gli permetteranno di risolvere problemi o ottenere ulteriori oggetti, spesso ricevendoli da personaggi amichevoli in cambio di favori.
L'azione avviene nella parte superiore dello schermo, che mostra il luogo attuale e i personaggi. Qui il giocatore controlla direttamente il pirata, che può correre solo a destra e sinistra e fare salti acrobatici con capriola. Può usare l'arma, di solito un disco irto di lame che si trova nella schermata di partenza e che si lancia in orizzontale con effetto boomerang. Con il disco si eliminano i nemici comuni, ovvero le numerose guardie in movimento che si incontrano casualmente, mentre i personaggi con cui si può interagire stanno immobili. Alcune guardie scagliano lance che si possono schivare saltando o abbassandosi. Gli animali, serpenti, cinghiali o pipistrelli, non si possono eliminare e vanno soltanto evitati. Il terreno è sempre piatto e non ci sono ostacoli da saltare oltre agli animali di terra e alle lance. Il contatto con i nemici riduce l'energia vitale, misurata in centesimi, unica e non ricaricabile.
La parte inferiore dello schermo contiene le icone e il puntatore per dare i comandi tipici delle avventure e mostra brevi informazioni in inglese. Quando il giocatore lo desidera può passare al controllo del puntatore, mentre l'azione soprastante viene messa in pausa. I comandi sono: guardare i dintorni, ottenendo brevi definizioni dei luoghi adiacenti nelle quattro direzioni; consultare l'inventario, un elenco testuale dei fino a 4 oggetti trasportati; prendere o lasciare oggetti, che non sono direttamente visibili nello scenario, ma messaggi di testo avvertono della loro presenza; usare un oggetto posseduto; andare a un altro luogo adiacente; salvare o abbandonare la partita. Per cambiare luogo si hanno le icone delle quattro direzioni cardinali, ma non si può sempre andare in tutte; altri simboli di frecce più piccoli indicano quali direzioni sono accessibili, inoltre per spostarsi a est e ovest bisogna anche raggiungere il relativo lato dello schermo con il personaggio. Le icone direzionali rilevano anche la presenza di nemici nei luoghi adiacenti, diventando rosse in tempo reale.
Insolitamente per un gioco di questo genere, il programma include uno Screen Designer ovvero un editor che permette di personalizzare lo scenario, ma solo dal punto di vista estetico. L'editor consente di spostarsi tra le schermate che compongono l'isola e per ciascuna cambiare il tipo di pavimentazione e le immagini che costituiscono lo sfondo, suddiviso in 5 sezioni indipendenti.